# Dosinia subdichotoma
Dosinia subdichotoma је врста слановодних морских шкољки из рода Dosinia и породице Veneridae.

## Статус
- Dosinia subdichotoma Dunker, 1865  - неприхваћен

## Прихваћено име
- Dosinia fibula (Reeve, 1850)